# Raiffeisenbank Ortenburg-Kirchberg v.W.
Die Raiffeisenbank Ortenburg-Kirchberg v.W. eG ist eine Genossenschaftsbank mit Sitz in der bayerischen Marktgemeinde Ortenburg im Landkreis Passau.

## Geschichte
Die heutige Raiffeisenbank Ortenburg-Kirchberg v.W. eG wurde am 9. Oktober 1892 in Ortenburg gegründet und entstand im Jahr 2009 durch die Fusion der Raiffeisenbank Ortenburg eG mit dem Sitz in Ortenburg und der Raiffeisenbank Kirchberg vorm Wald eG mit dem Sitz im Ortsteil Kirchberg vorm Wald der Gemeinde Tiefenbach.
Zuvor fanden bereits Fusionen der beiden Banken mit örtlichen Raiffeisenbanken statt:
- 1975 – Fusion der Raiffeisenkasse Aicha v.W. eG mit dem Sitz in Aicha vorm Wald mit der Raiffeisenkasse Kirchberg vorm Wald eG mit dem Sitz in Kirchberg vorm Wald
- 1969 – Fusion der Raiffeisenbank Ortenburg eGmbH mit der Raiffeisenkasse Sandbach eGmbH mit dem Sitz in Sandbach
- 1969 – Fusion der Raiffeisenkasse Otterskirchen eGmbH mit dem Sitz in Otterskirchen mit der Raiffeisenkasse Kirchberg vorm Wald eGmbH
- 1968 – Fusion der Raiffeisenkasse Sankt Salvator eGmbH mit dem Sitz in Sankt Salvator mit der Raiffeisenbank Ortenburg eGmbH
- 1966 – Fusion der Raiffeisenkasse Unteriglbach eGmbH mit dem Sitz in Unteriglbach mit der Raiffeisenbank Ortenburg eGmbH
- 1966 – Fusion der Raiffeisenkasse Schalding links der Donau eGmbH mit dem Sitz in Schalding links der Donau mit der Raiffeisenkasse Kirchberg vorm Wald eGmbH
- 1952 – Fusion der Darlehnskasse Holzkirchen eGmbH mit dem Sitz in Holzkirchen mit der Spar- und Darlehnskasse Ortenburg eGmbH zur Raiffeisenbank Ortenburg eGmbH
- 1938 – Fusion der Darlehnskasse Dorfbach eGmuH mit dem Sitz in Dorfbach mit der Spar- und Darlehnskasse Ortenburg eGmuH

## Rechtsverhältnisse
Die Raiffeisenbank Ortenburg-Kirchberg v.W. eG (lt. GnR „Raiffeisenbank Ortenburg - Kirchberg v.W. eG“) ist im Genossenschaftsregister beim Amtsgericht Passau unter GnR 603 eingetragen.

## Organisationsstruktur
Rechtsgrundlagen sind das Genossenschaftsgesetz und die durch die Vertreterversammlung beschlossene Satzung. Organe der Bank sind der Vorstand, der Aufsichtsrat und die Vertreterversammlung.

## Sicherungseinrichtung
Die Raiffeisenbank Ortenburg-Kirchberg v.W. eG ist der amtlich anerkannten Sicherungseinrichtung des Bundesverbandes der Deutschen Volksbanken und Raiffeisenbanken GmbH und der zusätzlichen freiwilligen Sicherungseinrichtung des Bundesverbandes der Deutschen Volksbanken und Raiffeisenbanken e.V. angeschlossen.

## Geschäftsausrichtung
Die Raiffeisenbank Ortenburg-Kirchberg v.W. eG betreibt das Universalbankgeschäft. Im Verbundgeschäft arbeitet sie mit der DZ Bank, R+V Versicherung, Bausparkasse Schwäbisch Hall, Teambank, VR Leasing,  DZ Hyp und der Union Investment zusammen.

## Geschäftsgebiet
Das Geschäftsgebiet liegt im Westen des Landkreises Passau.
An diesen Orten betreibt die Bank Filialen:
- Ortenburg (Hauptstelle, jur. Sitz)
- Kirchberg vorm Wald (Geschäftsstelle)
- Aicha vorm Wald (Geschäftsstelle)